# Izrael hívójelkörzetei
Izrael jelenleg (2024) nincs területi alapon felosztva hívójelkörzetekre.
Izrael számára az ITU az 4[X..Z] hívójelprefixet határozta meg.
| Prefix | Körzet | Jelleg                                             | ITU zóna | CQ zóna | 1 szintű QTH lokátor |
| ------ | ------ | -------------------------------------------------- | -------- | ------- | -------------------- |
| 4X     | 1      | Class A (Advanced)                                 | 39       | 20      | KM, KL               |
| 4X     | [4..6] | Class B (General), 2 betűs suffix                  | 39       | 20      | KM, KL               |
| 4Z     | 1      | Class A (Advanced)                                 | 39       | 20      | KM, KL               |
| 4Z     | [4..5] | Class B (General), 2 betűs suffix                  | 39       | 20      | KM, KL               |
| 4Z     | 8      | Ideiglenes hívójelekhez külföldi látogatók számára | 39       | 20      | KM, KL               |
| 4Z     | 9      | Class C (Novice)                                   | 39       | 20      | KM, KL               |
| 4Z     | 7      | Class D (Technician)                               | 39       | 20      | KM, KL               |

## Lajstromjel
Vízi és légi járművek lajstromjelezéséhez a 4X prefixet használják.